# Heidelberger Ionenstrahl-Therapiezentrum

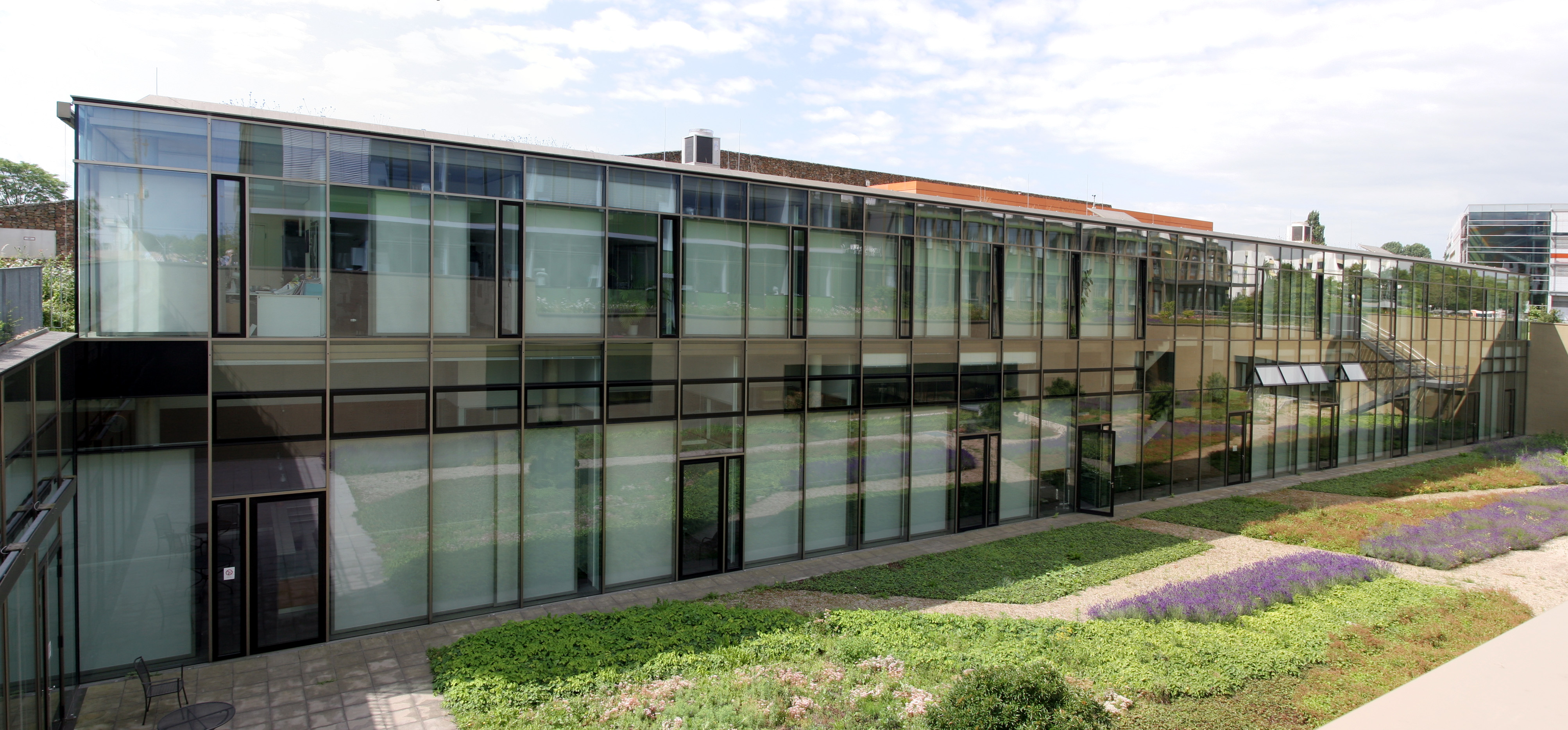
Das Heidelberger Ionenstrahl-Therapiezentrum

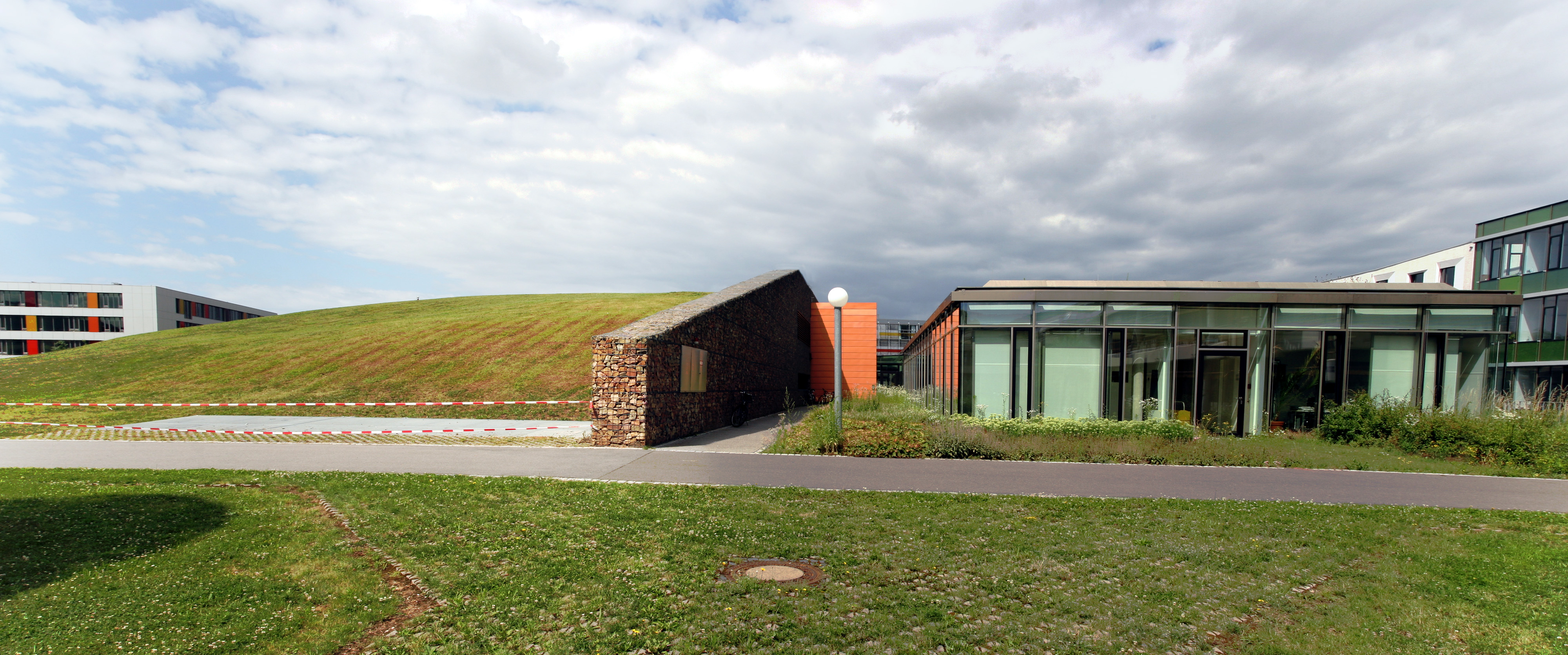
Links unter dem Erdwall das Synchrotron

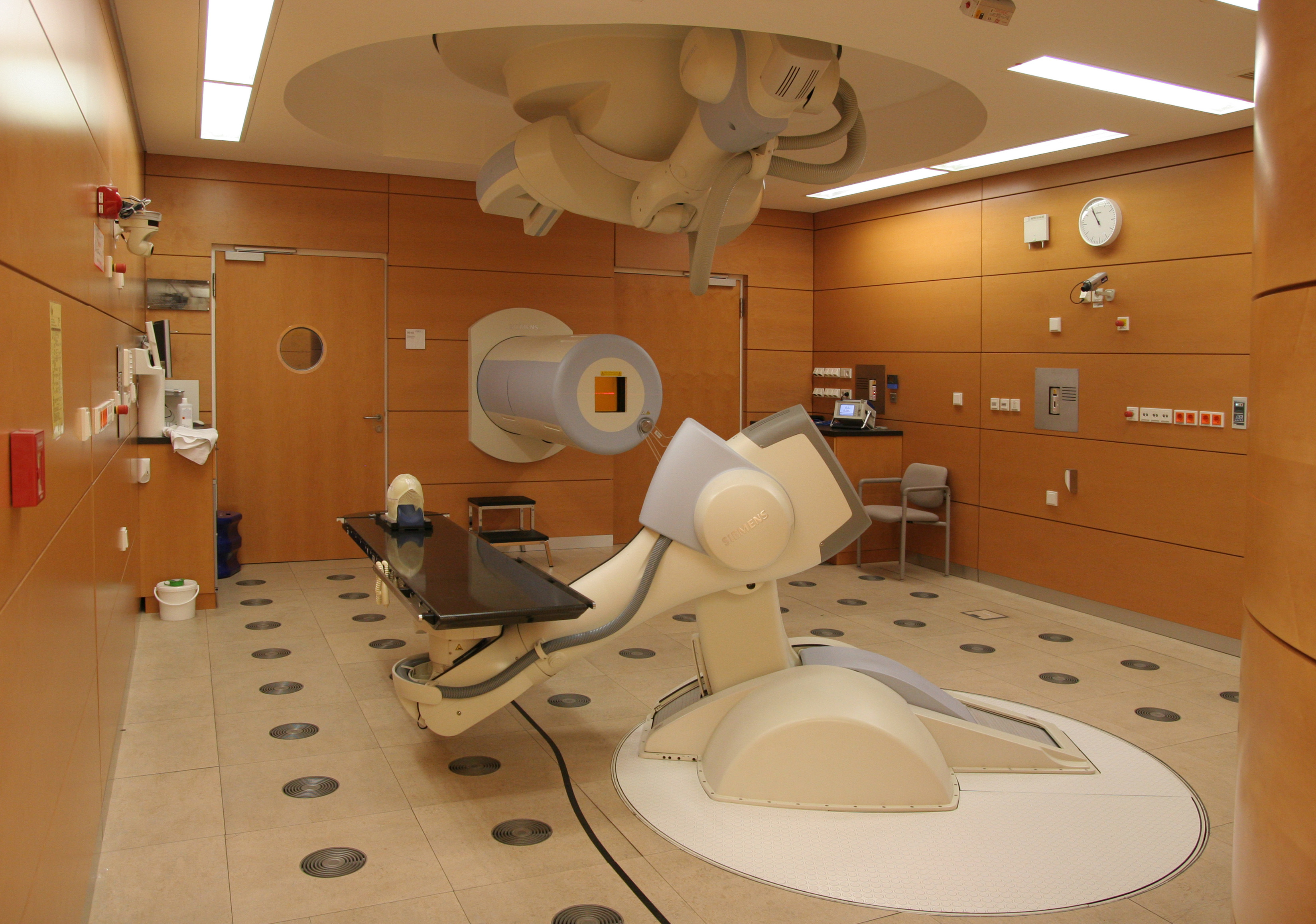
Einer der beiden Horizontalstrahlbehandlungsräume im HIT

Das Heidelberger Ionenstrahl-Therapiezentrum (HIT) ist ein deutsches Zentrum für die Partikeltherapie von Krebskranken mit beschleunigten Protonen und Kohlenstoff-Ionen. Es wurde von 2003 bis 2009 in Heidelberg auf dem Gelände des Universitätsklinikums errichtet und nahm Anfang November 2009 den Patientenbetrieb auf.
Das HIT war die erste Therapieeinrichtung in Europa, die auch mit Schwerionen arbeitete, und weltweit die erste, die über eine Gantry verfügt – eine bewegliche Strahlführungsanlage, bei der der Strahlenaustritt 360° um den Patienten rotieren kann, um der Bestrahlung bessere Möglichkeiten zu eröffnen. Diese Gantry hat einen Durchmesser von 13 Metern, eine Länge von 25 Metern und wiegt 670 t.
Eine zweite, ähnliche Anlage, das Marburger Ionenstrahl-Therapiezentrum (MIT), ist seit Oktober 2015 in Betrieb und arbeitet koordiniert mit dem HIT zusammen.

## Geschichte
Im Gegensatz zu den älteren deutschen Einrichtungen der Partikeltherapie (Hahn-Meitner-Institut Berlin, Gesellschaft für Schwerionenforschung Darmstadt) wurde das HIT nicht für die physikalische Forschung, sondern für die klinische Strahlentherapie konzipiert. Es soll mit ca. 1.300 Patienten pro Jahr die nationale Kapazität dieses Behandlungsverfahrens verzehnfachen.
Die Baukosten von 119 Millionen Euro wurden hälftig von der Universität Heidelberg und von der Bundesregierung getragen. Die Planung wurde von der Radiologischen Universitätsklinik Heidelberg, dem Deutschen Krebsforschungszentrum (DKFZ), dem Helmholtz-Zentrum Dresden-Rossendorf (HZDR), dem GSI Helmholtzzentrum für Schwerionenforschung und der Siemens AG erstellt. Schon während der Testphase wurden an der GSI in Darmstadt über 400 Patienten behandelt.

## Bestrahlungstechnik
Die Ionen (Protonen oder Kohlenstoff-Ionen) werden – nach Vorbeschleunigung in einem Linearbeschleuniger – in einem Synchrotron auf etwa 75 % der Lichtgeschwindigkeit gebracht. Dabei werden Teilchen-Energien von 48 bis 221 MeV bei Protonen und 1,06 bis 5,16 GeV bei Kohlenstoff erreicht. Gibt man – wie in der Ionentherapie üblich – statt der Energie des Teilchens die Energie pro atomarer Masseneinheit in MeV/u an, sind die Zahlenwerte für Protonen die gleichen, für Kohlenstoff 88 bis 430 MeV/u.
Noch nicht zur Therapie, aber für Experimente und klinische Studien stehen auch Helium- (200 bis 880 MeV, also 50 bis 220 MeV/u) und Sauerstoff-Ionen (1,6 bis 6,9 GeV, also 103 bis 430 MeV/u) zur Verfügung (Stand 2014).
Zu den Besonderheiten des HIT zählt neben der Schwerionen-Gantry, dass die Strahlung mittels elektromagnetischer Ablenkung und Durchrastern des Zielvolumens verabreicht wird. Im Unterschied zu anderen Bestrahlungstechniken wird hier also keine zusätzliche Materie in den Strahlweg gebracht, um den Strahl auf die gewünschte Breite aufzuweiten, den Bragg-Peak in der Tiefendimension zu einem sogenannten „spread-out Bragg peak“ (SOBP) aufzuweiten oder den SOBP distal (d. h. an der Tumorrückseite) anzupassen. Das „Spot Scanning“ genannte Durchrastern schont das um den Tumor liegende gesunde Gewebe, da so die Dosis zielgenauer und definierter als bei anderen Verfahren verabreicht wird. Die an einem Rasterpunkt (Spot) zu verabreichende Dosis wird von einer Therapieplanungssoftware berechnet. Die Dosisanteile aus den unterschiedlichen Bestrahlungswinkeln wirken dadurch so zusammen, dass unter Beachtung der biologischen Wirksamkeit eine homogene Äquivalentdosis im Zielvolumen erreicht wird.

## Betrieb und Nutzung
Dem Strahlentherapeuten Jürgen Debus wurde die medizinische Leitung des Zentrums übertragen, die technische Leitung dem Physiker Thomas Haberer. Die ersten Indikationen für die Ionenbestrahlung, die in Heidelberg geprüft werden, sind verschiedene bis dahin strahlenunempfindliche Tumoren (Chordome und Chondrosarkome) der Schädelbasis, eine bestimmte Art von Speicheldrüsenkrebs und ausgewählte Fälle von inoperablem Prostatakrebs.
Bis Anfang 2018 wurden bereits mehr als 5000 Patienten bestrahlt und mehrere klinische Studien begonnen.

## Gebäude
Das HIT erstreckt sich über eine Fläche von 5.027 Quadratmeter auf drei Stockwerken, zwei befinden sich unter der Erde. Ein eingeschossiger Glasbau nimmt die Diensträume der medizinischen (70 Ärzte, Assistenten, Pflegekräfte) sowie der naturwissenschaftlichen (Physiker) und technischen Mitarbeiter (Ingenieure, Techniker) auf. Neben dem Glasbau steht der so genannte Kupferblock, der sich über sämtliche drei Stockwerke erstreckt. Er nimmt die massive Schwerionen-Gantry auf. Die übrigen Räume des Bestrahlungsbereiches sind unterirdisch – unter einer bis zu sieben Meter dicken Erdschicht – untergebracht. Dort befindet sich die Bestrahlungstechnik mit Ionenquelle, Linearbeschleuniger und Synchrotron. Daran angrenzend liegen die drei Bestrahlungsräume – der Bestrahlungsraum der Gantry und zwei Horizontalbestrahlplätze mit festem Strahl. Der gesamte Bestrahlungsbereich ist aus Strahlenschutzgründen von bis zu 2,50 Meter dicken Wänden und Decken aus Stahlbeton umgeben. Über einen Verbindungsgang ist das HIT mit der Kopfklinik des Universitätsklinikums verbunden, in der sich auch die Klinik für Radioonkologie und Strahlentherapie befindet. Das HIT bildet das Zentrum des Heidelberger Klinikrings.